# Codul lui Da Vinci (roman)
Codul lui da Vinci (în engleză „The Da Vinci Code”) este titlul unui roman scris de autorul american Dan Brown și publicat în 2003 de editura Doubleday Fiction. Devenind în scurt timp un bestseller, cartea s-a vândut în întreaga lume în mai mult de 40 de milioane de copii până în martie 2006 și a fost tradusă în 44 de limbi. Cartea îmbină stilul polițist cu thriller-ul și teoria conspirației și este a doua parte dintr-o trilogie ce a început cu romanul din 2000 al aceluiași autor, „Îngeri și demoni”. În noiembrie 2004, Random House a publicat o ediție specială a cărții, în care aceasta este completată de 160 de ilustrații.
În limba română, cartea a fost tradusă pentru prima dată la Editura Rao în anul 2004.

## Sinopsis

Leonardo da Vinci - Cina cea de taină (fragment)

Cartea se deschide cu uciderea misterioasă a unui custode de la Luvru, chiar în interiorul muzeului. Jacques Saunieree fusese ultimul mare maestru al unei confrății secrete - Stareția Sionului - care păstrează un secret ce ar duce la distrugerea bisericii creștine. Crima îi aduce împreuna pe Robert Langdon, un profesor de simbolistică de la Harvard și nepoata victimei, criptografa Sophie Neveu. Ei dezleagă mesajele misterioase și codurile numerice lăsate de bunicul lui Sophie și intra în posesia unui criptex ce conține harta care ar duce la Sfântul Graal. Împreună cu istoricul milionar Leigh Teabing, ei fug din Paris la Londra, fiind urmăriți de poliție și de un călugăr, reprezentantul organizației catolice Opus Dei. Acest călugăr, care nu se oprește de la nimic pentru a proteja secretul Sfantului Graal este de fapt ucigașul lui Jacques Sauniere.
Toată cartea se desfășoară într-o singură noapte, punând în fața cititorului o mulțime de coduri, mistere și conspirații. Interesul lui Dan Brown pentru conspirații este dezvăluit chiar în cartea lui, în care a menționat de doua ori propoziția „Oamenilor le plac conspirațiile”.